# La Drôme Classic 2023
La Drôme Classic 2023 fou l'11a edició de La Drôme Classic. La cursa es va disputar el 26 de febrer de 2023 i formava part del calendari de l'UCI ProSeries 2023 amb una categoria 1.Pro.
El vencedor final fou el francès Anthony Perez (Cofidis), que s'imposà en solitari en l'arribada a Estèla. Rui Costa (Intermarché-Circus-Wanty	) i Andrea Bagioli (Soudal Quick-Step), segon i tercer, completaren el podi.

## Equips
En aquesta edició hi van prendre part 21 equips:
| WorldTeams (13)- AG2R Citroën Team - Arkéa-Samsic - Astana Qazaqstan Team - Bora-Hansgrohe - Cofidis - EF Education-EasyPost - Groupama-FDJ - Intermarché-Circus-Wanty - Soudal Quick-Step - Team DSM - Team Jayco AlUla - Trek-Segafredo - UAE Team Emirates ProTeams (6)- Bingoal WB - Israel-Premier Tech - Lotto Dstny - TotalEnergies - Tudor Pro Cycling Team - Uno-X Pro Cycling Team Equips continentals (2)- CIC U Nantes Atlantique - Saint Michel-Mavic-Auber 93 |
| |

## Classificació final
| \| Classificació general \| Classificació general \| Classificació general \| Classificació general \| Classificació general \| \| Corredor \| Corredor \| Equip \| Temps \| \| \| --------------------- \| -------------------------- \| ------------------------ \| --------------------- \| --------------------- \| \| 1r \| Anthony Perez \| Cofidis \| 4h 57' 26" \| \| \| 2n \| Rui Alberto Faria da Costa \| Intermarché-Circus-Wanty \| + 1' 11" \| \| \| 3r \| Andrea Bagioli \| Soudal Quick-Step \| + 1' 11" \| \| \| 4t \| David Gaudu \| Groupama-FDJ \| + 1' 13" \| \| \| 5è \| Quinn Simmons \| Trek-Segafredo \| + 1' 13" \| \| \| 6è \| Mattias Skjelmose \| Trek-Segafredo \| + 1' 34" \| \| \| 7è \| Georg Zimmermann \| Intermarché-Circus-Wanty \| + 1' 38" \| \| \| 8è \| Simon Clarke \| Israel-Premier Tech \| + 1' 41" \| \| \| 9è \| Corbin Strong \| Israel-Premier Tech \| + 1' 43" \| \| \| 10è \| Dorian Godon \| AG2R Citroën Team \| + 1' 48" \| \| |                            |                          |            |
| |                            |                          |            |
| Font: ProCyclingStats |                            |                          |            |
| Classificació general |                            |                          |            |
| Corredor | Corredor                   | Equip                    | Temps      |
| 1r | Anthony Perez              | Cofidis                  | 4h 57' 26" |
| 2n | Rui Alberto Faria da Costa | Intermarché-Circus-Wanty | + 1' 11"   |
| 3r | Andrea Bagioli             | Soudal Quick-Step        | + 1' 11"   |
| 4t | David Gaudu                | Groupama-FDJ             | + 1' 13"   |
| 5è | Quinn Simmons              | Trek-Segafredo           | + 1' 13"   |
| 6è | Mattias Skjelmose          | Trek-Segafredo           | + 1' 34"   |
| 7è | Georg Zimmermann           | Intermarché-Circus-Wanty | + 1' 38"   |
| 8è | Simon Clarke               | Israel-Premier Tech      | + 1' 41"   |
| 9è | Corbin Strong              | Israel-Premier Tech      | + 1' 43"   |
| 10è | Dorian Godon               | AG2R Citroën Team        | + 1' 48"   |

## Llista de participants
| UAE Team Emirates UAD | UAE Team Emirates UAD   | UAE Team Emirates UAD |
| --------------------- | ----------------------- | --------------------- |
| Núm                   | Ciclista                | Pos                   |
| 1                     | Diego Ulissi (ITA)      | DNF                   |
| 2                     | George Bennett (NZL)    | 32è                   |
| 3                     | Finn Fisher-Black (NZL) | DNF                   |
| 4                     | Ryan Gibbons (RSA)      | DNF                   |
| 5                     | Davide Formolo (ITA)    | 31è                   |
| 6                     | Felix Groß (GER)        | DNF                   |

| Bora-Hansgrohe BOH | Bora-Hansgrohe BOH                 | Bora-Hansgrohe BOH |
| ------------------ | ---------------------------------- | ------------------ |
| Núm                | Ciclista                           | Pos                |
| 11                 | Sergio Higuita García (COL) (ruta) | DNF                |
| 12                 | Jai Hindley (AUS)                  | 53è                |
| 13                 | Cesare Benedetti (POL)             | 70è                |
| 14                 | Victor Koretzky (FRA)              | 34è                |
| 15                 | Anton Palzer (GER)                 | 44è                |
| 16                 | Cian Uijtdebroeks (BEL)            | DNF                |
| 17                 | Frederik Wandahl (DEN)             | 17è                |

| Intermarché-Circus-Wanty ICW | Intermarché-Circus-Wanty ICW     | Intermarché-Circus-Wanty ICW |
| ---------------------------- | -------------------------------- | ---------------------------- |
| Núm                          | Ciclista                         | Pos                          |
| 21                           | Francesco Busatto (ITA)          | 21è                          |
| 22                           | Laurens Huys (BEL)               | DNF                          |
| 23                           | Rui Alberto Faria da Costa (POR) | 2n                           |
| 25                           | Lorenzo Rota (ITA)               | DNF                          |
| 26                           | Lilian Calmejane (FRA)           | 20è                          |
| 27                           | Georg Zimmermann (GER)           | 7è                           |

| Soudal Quick-Step SOQ | Soudal Quick-Step SOQ    | Soudal Quick-Step SOQ |
| --------------------- | ------------------------ | --------------------- |
| Núm                   | Ciclista                 | Pos                   |
| 31                    | Julian Alaphilippe (FRA) | 16è                   |
| 32                    | Andrea Bagioli (ITA)     | 3r                    |
| 33                    | Rémi Cavagna (FRA)       | 28è                   |
| 34                    | Dries Devenyns (BEL)     | DNF                   |
| 35                    | James Knox (GBR)         | DNF                   |
| 36                    | Martin Svrček (SVK)      | DNF                   |
| 37                    | Ilan Van Wilder (BEL)    | DNF                   |

| Groupama-FDJ GFC | Groupama-FDJ GFC        | Groupama-FDJ GFC |
| ---------------- | ----------------------- | ---------------- |
| Núm              | Ciclista                | Pos              |
| 41               | David Gaudu (FRA)       | 4t               |
| 42               | Bruno Armirail (FRA)    | DNF              |
| 43               | Romain Grégoire (FRA)   | 62è              |
| 44               | Lenny Martinez (FRA)    | DNF              |
| 45               | Quentin Pacher (FRA)    | 12è              |
| 46               | Mathieu Ladagnous (FRA) | DNF              |
| 47               | Enzo Paleni (FRA)       | 49è              |

| Cofidis COF | Cofidis COF              | Cofidis COF |
| ----------- | ------------------------ | ----------- |
| Núm         | Ciclista                 | Pos         |
| 51          | Guillaume Martin (FRA)   | 15è         |
| 52          | Eddy Finé (FRA)          | 23è         |
| 53          | Alexandre Delettre (FRA) | 41è         |
| 54          | Victor Lafay (FRA)       | 42è         |
| 55          | Axel Mariault (FRA)      | DNF         |
| 56          | Anthony Perez (FRA)      | 1r          |
| 57          | Thomas Champion (FRA)    | DNF         |

| Trek-Segafredo TFS | Trek-Segafredo TFS       | Trek-Segafredo TFS |
| ------------------ | ------------------------ | ------------------ |
| Núm                | Ciclista                 | Pos                |
| 61                 | Mattias Skjelmose (DEN)  | 6è                 |
| 62                 | Julien Bernard (FRA)     | 27è                |
| 63                 | Dario Cataldo (ITA)      | DNF                |
| 64                 | Tony Gallopin (FRA)      | DNF                |
| 66                 | Quinn Simmons (USA)      | 5è                 |
| 67                 | Natnael Tesfatsion (ERI) | DNF                |

| Arkéa-Samsic ARK | Arkéa-Samsic ARK                | Arkéa-Samsic ARK |
| ---------------- | ------------------------------- | ---------------- |
| Núm              | Ciclista                        | Pos              |
| 71               | Louis Barré (FRA)               | DNF              |
| 72               | Nacer Bouhanni (FRA)            | 69è              |
| 73               | Alessandro Verre (ITA)          | 58è              |
| 74               | Élie Gesbert (FRA)              | DNF              |
| 75               | Clément Champoussin (FRA)       | 68è              |
| 76               | Laurent Pichon (FRA)            | DNF              |
| 77               | Cristián Rodríguez Martín (ESP) | 24è              |

| AG2R Citroën Team ACT | AG2R Citroën Team ACT   | AG2R Citroën Team ACT |
| --------------------- | ----------------------- | --------------------- |
| Núm                   | Ciclista                | Pos                   |
| 82                    | Clément Venturini (FRA) | DNF                   |
| 83                    | Mikaël Cherel (FRA)     | DNF                   |
| 84                    | Felix Gall (AUT)        | DNF                   |
| 85                    | Dorian Godon (FRA)      | 10è                   |
| 86                    | Nans Peters (FRA)       | 55è                   |
| 87                    | Andrea Vendrame (ITA)   | DNF                   |

| Team Jayco AlUla JAY | Team Jayco AlUla JAY       | Team Jayco AlUla JAY |
| -------------------- | -------------------------- | -------------------- |
| Núm                  | Ciclista                   | Pos                  |
| 91                   | Matteo Sobrero (ITA)       | 36è                  |
| 92                   | Kevin Colleoni (ITA)       | 56è                  |
| 93                   | Alessandro De Marchi (ITA) | 71è                  |
| 94                   | Tsgabu Grmay (ETH)         | DNF                  |
| 95                   | Filippo Zana (ITA)         | DNF                  |
| 96                   | David Peña (COL)           | DNF                  |

| EF Education-EasyPost EFE | EF Education-EasyPost EFE     | EF Education-EasyPost EFE |
| ------------------------- | ----------------------------- | ------------------------- |
| Núm                       | Ciclista                      | Pos                       |
| 101                       | Esteban Chaves Rubio (COL)    | 50è                       |
| 102                       | Jonathan Caicedo Cepeda (ECU) | DNF                       |
| 103                       | Sean Quinn (USA)              | DNF                       |
| 104                       | Alexander Cepeda (ECU)        | 38è                       |
| 105                       | Odd Christian Eiking (NOR)    | 18è                       |
| 106                       | Mikkel Frølich Honoré (DEN)   | 45è                       |
| 107                       | Merhawi Kudus (ERI) (ruta)    | 29è                       |

| Team DSM DSM | Team DSM DSM          | Team DSM DSM |
| ------------ | --------------------- | ------------ |
| Núm          | Ciclista              | Pos          |
| 111          | Romain Bardet (FRA)   | 11è          |
| 112          | Romain Combaud (FRA)  | DNF          |
| 113          | Matthew Dinham (AUS)  | 33è          |
| 114          | Chris Hamilton (AUS)  | 52è          |
| 115          | Max Poole (GBR)       | DNF          |
| 116          | Martijn Tusveld (NED) | 39è          |
| 117          | Robbe Dhondt (BEL)    | DNF          |

| Astana Qazaqstan Team AST | Astana Qazaqstan Team AST | Astana Qazaqstan Team AST |
| ------------------------- | ------------------------- | ------------------------- |
| Núm                       | Ciclista                  | Pos                       |
| 121                       | Andrei Zeits (KAZ)        | DNF                       |
| 122                       | Aliaksandr Rabuixenka     | 72è                       |
| 123                       | Fabio Felline (ITA)       | DNF                       |
| 124                       | Vadim Pronskiy (KAZ)      | 54è                       |
| 125                       | Harold Martín López (ECU) | DNF                       |
| 127                       | Nicolas Vinokourov (KAZ)  | DNF                       |

| Lotto Dstny LTD | Lotto Dstny LTD           | Lotto Dstny LTD |
| --------------- | ------------------------- | --------------- |
| Núm             | Ciclista                  | Pos             |
| 131             | Andreas Kron (DEN)        | NP              |
| 132             | Ramses Debruyne (BEL)     | 40è             |
| 133             | Jago Willems (BEL)        | 46è             |
| 134             | Sylvain Moniquet (BEL)    | DNF             |
| 135             | Harry Sweeny (AUS)        | 14è             |
| 136             | Lennert Van Eetvelt (BEL) | DNF             |
| 137             | Maxim Van Gils (BEL)      | DNF             |

| TotalEnergies TEN | TotalEnergies TEN        | TotalEnergies TEN |
| ----------------- | ------------------------ | ----------------- |
| Núm               | Ciclista                 | Pos               |
| 141               | Pierre Latour (FRA)      | DNF               |
| 142               | Alexis Vuillermoz (FRA)  | DNF               |
| 143               | Mathieu Burgaudeau (FRA) | 22è               |
| 144               | Fabien Doubey (FRA)      | DNF               |
| 145               | Julien Simon (FRA)       | 57è               |
| 146               | Alan Jousseaume (FRA)    | DNF               |
| 147               | Paul Ourselin (FRA)      | 47è               |

| Israel-Premier Tech IPT | Israel-Premier Tech IPT | Israel-Premier Tech IPT |
| ----------------------- | ----------------------- | ----------------------- |
| Núm                     | Ciclista                | Pos                     |
| 151                     | Michael Woods (CAN)     | DNF                     |
| 152                     | Simon Clarke (AUS)      | 8è                      |
| 153                     | Mason Hollyman (GBR)    | DNF                     |
| 154                     | Marco Frigo (ITA)       | 59è                     |
| 155                     | Sebastian Berwick (AUS) | DNF                     |
| 156                     | Stephen Williams (GBR)  | DNF                     |
| 157                     | Corbin Strong (NZL)     | 9è                      |

| Uno-X Pro Cycling Team UXT | Uno-X Pro Cycling Team UXT   | Uno-X Pro Cycling Team UXT |
| -------------------------- | ---------------------------- | -------------------------- |
| Núm                        | Ciclista                     | Pos                        |
| 162                        | Torstein Træen (NOR)         | 19è                        |
| 163                        | Marcus Hansen (DEN)          | DNF                        |
| 164                        | Ådne Holter (NOR)            | DNF                        |
| 165                        | Jacob Hindsgaul Madsen (DEN) | DNF                        |
| 166                        | Fredrik Dversnes (NOR)       | 43è                        |
| 167                        | Niklas Eg (DEN)              | DNF                        |

| Bingoal WB BWB | Bingoal WB BWB            | Bingoal WB BWB |
| -------------- | ------------------------- | -------------- |
| Núm            | Ciclista                  | Pos            |
| 171            | Alexis Guérin (FRA)       | 37è            |
| 172            | Floris De Tier (BEL)      | 26è            |
| 173            | Johan Meens (BEL)         | DNF            |
| 174            | Dimitri Peyskens (BEL)    | DNF            |
| 175            | Lennert Teugels (BEL)     | 67è            |
| 176            | Marco Tizza (ITA)         | 35è            |
| 177            | Aaron Van der Beken (BEL) | DNF            |

| Tudor Pro Cycling Team TUD | Tudor Pro Cycling Team TUD  | Tudor Pro Cycling Team TUD |
| -------------------------- | --------------------------- | -------------------------- |
| Núm                        | Ciclista                    | Pos                        |
| 181                        | Sébastien Reichenbach (SUI) | 60è                        |
| 182                        | Nils Brun (SUI)             | 48è                        |
| 183                        | Aloïs Charrin (FRA)         | DNF                        |
| 184                        | Lucas Eriksson (SWE) (ruta) | 13è                        |
| 185                        | Simon Pellaud (SUI)         | 30è                        |
| 186                        | Alexander Kamp (DEN) (ruta) | DNF                        |
| 187                        | Roland Thalmann (SUI)       | DNF                        |

| Saint Michel-Mavic-Auber 93 AUB | Saint Michel-Mavic-Auber 93 AUB | Saint Michel-Mavic-Auber 93 AUB |
| ------------------------------- | ------------------------------- | ------------------------------- |
| Núm                             | Ciclista                        | Pos                             |
| 191                             | Romain Cardis (FRA)             | 63è                             |
| 192                             | Thomas Devaux (FRA)             | DNF                             |
| 193                             | Nicolas Debeaumarché (FRA)      | 25è                             |
| 194                             | Joris Delbove (FRA)             | DNF                             |
| 195                             | Anthony Maldonado (FRA)         | DNF                             |
| 196                             | Morne van Niekerk (RSA)         | 64è                             |
| 197                             | Thomas Gachignard (FRA)         | DNF                             |

| CIC U Nantes Atlantique UCN | CIC U Nantes Atlantique UCN | CIC U Nantes Atlantique UCN |
| --------------------------- | --------------------------- | --------------------------- |
| Núm                         | Ciclista                    | Pos                         |
| 201                         | Jordan Jegat (FRA)          | 61è                         |
| 202                         | Yaël Joalland (FRA)         | DNF                         |
| 203                         | Léo Danès (FRA)             | 51è                         |
| 204                         | Maël Guégan (FRA)           | DNF                         |
| 205                         | Robin Plamondon (CAN)       | 66è                         |
| 206                         | Nolann Mahoudo (FRA)        | DNF                         |
| 207                         | Noa Isidore (FRA)           | 65è                         |

| UAE Team Emirates UAD | UAE Team Emirates UAD   | UAE Team Emirates UAD |
| --------------------- | ----------------------- | --------------------- |
| Núm                   | Ciclista                | Pos                   |
| 1                     | Diego Ulissi (ITA)      | DNF                   |
| 2                     | George Bennett (NZL)    | 32è                   |
| 3                     | Finn Fisher-Black (NZL) | DNF                   |
| 4                     | Ryan Gibbons (RSA)      | DNF                   |
| 5                     | Davide Formolo (ITA)    | 31è                   |
| 6                     | Felix Groß (GER)        | DNF                   |

| Bora-Hansgrohe BOH | Bora-Hansgrohe BOH                 | Bora-Hansgrohe BOH |
| ------------------ | ---------------------------------- | ------------------ |
| Núm                | Ciclista                           | Pos                |
| 11                 | Sergio Higuita García (COL) (ruta) | DNF                |
| 12                 | Jai Hindley (AUS)                  | 53è                |
| 13                 | Cesare Benedetti (POL)             | 70è                |
| 14                 | Victor Koretzky (FRA)              | 34è                |
| 15                 | Anton Palzer (GER)                 | 44è                |
| 16                 | Cian Uijtdebroeks (BEL)            | DNF                |
| 17                 | Frederik Wandahl (DEN)             | 17è                |

| Intermarché-Circus-Wanty ICW | Intermarché-Circus-Wanty ICW     | Intermarché-Circus-Wanty ICW |
| ---------------------------- | -------------------------------- | ---------------------------- |
| Núm                          | Ciclista                         | Pos                          |
| 21                           | Francesco Busatto (ITA)          | 21è                          |
| 22                           | Laurens Huys (BEL)               | DNF                          |
| 23                           | Rui Alberto Faria da Costa (POR) | 2n                           |
| 25                           | Lorenzo Rota (ITA)               | DNF                          |
| 26                           | Lilian Calmejane (FRA)           | 20è                          |
| 27                           | Georg Zimmermann (GER)           | 7è                           |

| Soudal Quick-Step SOQ | Soudal Quick-Step SOQ    | Soudal Quick-Step SOQ |
| --------------------- | ------------------------ | --------------------- |
| Núm                   | Ciclista                 | Pos                   |
| 31                    | Julian Alaphilippe (FRA) | 16è                   |
| 32                    | Andrea Bagioli (ITA)     | 3r                    |
| 33                    | Rémi Cavagna (FRA)       | 28è                   |
| 34                    | Dries Devenyns (BEL)     | DNF                   |
| 35                    | James Knox (GBR)         | DNF                   |
| 36                    | Martin Svrček (SVK)      | DNF                   |
| 37                    | Ilan Van Wilder (BEL)    | DNF                   |

| Groupama-FDJ GFC | Groupama-FDJ GFC        | Groupama-FDJ GFC |
| ---------------- | ----------------------- | ---------------- |
| Núm              | Ciclista                | Pos              |
| 41               | David Gaudu (FRA)       | 4t               |
| 42               | Bruno Armirail (FRA)    | DNF              |
| 43               | Romain Grégoire (FRA)   | 62è              |
| 44               | Lenny Martinez (FRA)    | DNF              |
| 45               | Quentin Pacher (FRA)    | 12è              |
| 46               | Mathieu Ladagnous (FRA) | DNF              |
| 47               | Enzo Paleni (FRA)       | 49è              |

| Cofidis COF | Cofidis COF              | Cofidis COF |
| ----------- | ------------------------ | ----------- |
| Núm         | Ciclista                 | Pos         |
| 51          | Guillaume Martin (FRA)   | 15è         |
| 52          | Eddy Finé (FRA)          | 23è         |
| 53          | Alexandre Delettre (FRA) | 41è         |
| 54          | Victor Lafay (FRA)       | 42è         |
| 55          | Axel Mariault (FRA)      | DNF         |
| 56          | Anthony Perez (FRA)      | 1r          |
| 57          | Thomas Champion (FRA)    | DNF         |

| Trek-Segafredo TFS | Trek-Segafredo TFS       | Trek-Segafredo TFS |
| ------------------ | ------------------------ | ------------------ |
| Núm                | Ciclista                 | Pos                |
| 61                 | Mattias Skjelmose (DEN)  | 6è                 |
| 62                 | Julien Bernard (FRA)     | 27è                |
| 63                 | Dario Cataldo (ITA)      | DNF                |
| 64                 | Tony Gallopin (FRA)      | DNF                |
| 66                 | Quinn Simmons (USA)      | 5è                 |
| 67                 | Natnael Tesfatsion (ERI) | DNF                |

| Arkéa-Samsic ARK | Arkéa-Samsic ARK                | Arkéa-Samsic ARK |
| ---------------- | ------------------------------- | ---------------- |
| Núm              | Ciclista                        | Pos              |
| 71               | Louis Barré (FRA)               | DNF              |
| 72               | Nacer Bouhanni (FRA)            | 69è              |
| 73               | Alessandro Verre (ITA)          | 58è              |
| 74               | Élie Gesbert (FRA)              | DNF              |
| 75               | Clément Champoussin (FRA)       | 68è              |
| 76               | Laurent Pichon (FRA)            | DNF              |
| 77               | Cristián Rodríguez Martín (ESP) | 24è              |

| AG2R Citroën Team ACT | AG2R Citroën Team ACT   | AG2R Citroën Team ACT |
| --------------------- | ----------------------- | --------------------- |
| Núm                   | Ciclista                | Pos                   |
| 82                    | Clément Venturini (FRA) | DNF                   |
| 83                    | Mikaël Cherel (FRA)     | DNF                   |
| 84                    | Felix Gall (AUT)        | DNF                   |
| 85                    | Dorian Godon (FRA)      | 10è                   |
| 86                    | Nans Peters (FRA)       | 55è                   |
| 87                    | Andrea Vendrame (ITA)   | DNF                   |

| Team Jayco AlUla JAY | Team Jayco AlUla JAY       | Team Jayco AlUla JAY |
| -------------------- | -------------------------- | -------------------- |
| Núm                  | Ciclista                   | Pos                  |
| 91                   | Matteo Sobrero (ITA)       | 36è                  |
| 92                   | Kevin Colleoni (ITA)       | 56è                  |
| 93                   | Alessandro De Marchi (ITA) | 71è                  |
| 94                   | Tsgabu Grmay (ETH)         | DNF                  |
| 95                   | Filippo Zana (ITA)         | DNF                  |
| 96                   | David Peña (COL)           | DNF                  |

| EF Education-EasyPost EFE | EF Education-EasyPost EFE     | EF Education-EasyPost EFE |
| ------------------------- | ----------------------------- | ------------------------- |
| Núm                       | Ciclista                      | Pos                       |
| 101                       | Esteban Chaves Rubio (COL)    | 50è                       |
| 102                       | Jonathan Caicedo Cepeda (ECU) | DNF                       |
| 103                       | Sean Quinn (USA)              | DNF                       |
| 104                       | Alexander Cepeda (ECU)        | 38è                       |
| 105                       | Odd Christian Eiking (NOR)    | 18è                       |
| 106                       | Mikkel Frølich Honoré (DEN)   | 45è                       |
| 107                       | Merhawi Kudus (ERI) (ruta)    | 29è                       |

| Team DSM DSM | Team DSM DSM          | Team DSM DSM |
| ------------ | --------------------- | ------------ |
| Núm          | Ciclista              | Pos          |
| 111          | Romain Bardet (FRA)   | 11è          |
| 112          | Romain Combaud (FRA)  | DNF          |
| 113          | Matthew Dinham (AUS)  | 33è          |
| 114          | Chris Hamilton (AUS)  | 52è          |
| 115          | Max Poole (GBR)       | DNF          |
| 116          | Martijn Tusveld (NED) | 39è          |
| 117          | Robbe Dhondt (BEL)    | DNF          |

| Astana Qazaqstan Team AST | Astana Qazaqstan Team AST | Astana Qazaqstan Team AST |
| ------------------------- | ------------------------- | ------------------------- |
| Núm                       | Ciclista                  | Pos                       |
| 121                       | Andrei Zeits (KAZ)        | DNF                       |
| 122                       | Aliaksandr Rabuixenka     | 72è                       |
| 123                       | Fabio Felline (ITA)       | DNF                       |
| 124                       | Vadim Pronskiy (KAZ)      | 54è                       |
| 125                       | Harold Martín López (ECU) | DNF                       |
| 127                       | Nicolas Vinokourov (KAZ)  | DNF                       |

| Lotto Dstny LTD | Lotto Dstny LTD           | Lotto Dstny LTD |
| --------------- | ------------------------- | --------------- |
| Núm             | Ciclista                  | Pos             |
| 131             | Andreas Kron (DEN)        | NP              |
| 132             | Ramses Debruyne (BEL)     | 40è             |
| 133             | Jago Willems (BEL)        | 46è             |
| 134             | Sylvain Moniquet (BEL)    | DNF             |
| 135             | Harry Sweeny (AUS)        | 14è             |
| 136             | Lennert Van Eetvelt (BEL) | DNF             |
| 137             | Maxim Van Gils (BEL)      | DNF             |

| TotalEnergies TEN | TotalEnergies TEN        | TotalEnergies TEN |
| ----------------- | ------------------------ | ----------------- |
| Núm               | Ciclista                 | Pos               |
| 141               | Pierre Latour (FRA)      | DNF               |
| 142               | Alexis Vuillermoz (FRA)  | DNF               |
| 143               | Mathieu Burgaudeau (FRA) | 22è               |
| 144               | Fabien Doubey (FRA)      | DNF               |
| 145               | Julien Simon (FRA)       | 57è               |
| 146               | Alan Jousseaume (FRA)    | DNF               |
| 147               | Paul Ourselin (FRA)      | 47è               |

| Israel-Premier Tech IPT | Israel-Premier Tech IPT | Israel-Premier Tech IPT |
| ----------------------- | ----------------------- | ----------------------- |
| Núm                     | Ciclista                | Pos                     |
| 151                     | Michael Woods (CAN)     | DNF                     |
| 152                     | Simon Clarke (AUS)      | 8è                      |
| 153                     | Mason Hollyman (GBR)    | DNF                     |
| 154                     | Marco Frigo (ITA)       | 59è                     |
| 155                     | Sebastian Berwick (AUS) | DNF                     |
| 156                     | Stephen Williams (GBR)  | DNF                     |
| 157                     | Corbin Strong (NZL)     | 9è                      |

| Uno-X Pro Cycling Team UXT | Uno-X Pro Cycling Team UXT   | Uno-X Pro Cycling Team UXT |
| -------------------------- | ---------------------------- | -------------------------- |
| Núm                        | Ciclista                     | Pos                        |
| 162                        | Torstein Træen (NOR)         | 19è                        |
| 163                        | Marcus Hansen (DEN)          | DNF                        |
| 164                        | Ådne Holter (NOR)            | DNF                        |
| 165                        | Jacob Hindsgaul Madsen (DEN) | DNF                        |
| 166                        | Fredrik Dversnes (NOR)       | 43è                        |
| 167                        | Niklas Eg (DEN)              | DNF                        |

| Bingoal WB BWB | Bingoal WB BWB            | Bingoal WB BWB |
| -------------- | ------------------------- | -------------- |
| Núm            | Ciclista                  | Pos            |
| 171            | Alexis Guérin (FRA)       | 37è            |
| 172            | Floris De Tier (BEL)      | 26è            |
| 173            | Johan Meens (BEL)         | DNF            |
| 174            | Dimitri Peyskens (BEL)    | DNF            |
| 175            | Lennert Teugels (BEL)     | 67è            |
| 176            | Marco Tizza (ITA)         | 35è            |
| 177            | Aaron Van der Beken (BEL) | DNF            |

| Tudor Pro Cycling Team TUD | Tudor Pro Cycling Team TUD  | Tudor Pro Cycling Team TUD |
| -------------------------- | --------------------------- | -------------------------- |
| Núm                        | Ciclista                    | Pos                        |
| 181                        | Sébastien Reichenbach (SUI) | 60è                        |
| 182                        | Nils Brun (SUI)             | 48è                        |
| 183                        | Aloïs Charrin (FRA)         | DNF                        |
| 184                        | Lucas Eriksson (SWE) (ruta) | 13è                        |
| 185                        | Simon Pellaud (SUI)         | 30è                        |
| 186                        | Alexander Kamp (DEN) (ruta) | DNF                        |
| 187                        | Roland Thalmann (SUI)       | DNF                        |

| Saint Michel-Mavic-Auber 93 AUB | Saint Michel-Mavic-Auber 93 AUB | Saint Michel-Mavic-Auber 93 AUB |
| ------------------------------- | ------------------------------- | ------------------------------- |
| Núm                             | Ciclista                        | Pos                             |
| 191                             | Romain Cardis (FRA)             | 63è                             |
| 192                             | Thomas Devaux (FRA)             | DNF                             |
| 193                             | Nicolas Debeaumarché (FRA)      | 25è                             |
| 194                             | Joris Delbove (FRA)             | DNF                             |
| 195                             | Anthony Maldonado (FRA)         | DNF                             |
| 196                             | Morne van Niekerk (RSA)         | 64è                             |
| 197                             | Thomas Gachignard (FRA)         | DNF                             |

| CIC U Nantes Atlantique UCN | CIC U Nantes Atlantique UCN | CIC U Nantes Atlantique UCN |
| --------------------------- | --------------------------- | --------------------------- |
| Núm                         | Ciclista                    | Pos                         |
| 201                         | Jordan Jegat (FRA)          | 61è                         |
| 202                         | Yaël Joalland (FRA)         | DNF                         |
| 203                         | Léo Danès (FRA)             | 51è                         |
| 204                         | Maël Guégan (FRA)           | DNF                         |
| 205                         | Robin Plamondon (CAN)       | 66è                         |
| 206                         | Nolann Mahoudo (FRA)        | DNF                         |
| 207                         | Noa Isidore (FRA)           | 65è                         |